# Achille Variati
Achille Variati, né le 19 janvier 1953 à Vicence, est un homme politique italien, député européen depuis le 6 décembre 2022 en remplacement de Carlo Calenda.